# Mizuno Katsutomo
Pour les articles homonymes, voir Mizuno (homonymie).
Mizuno Katsutomo est un nom japonais traditionnel ; le nom de famille (ou le nom d'école), Mizuno, précède donc le prénom (ou le nom d'artiste).
Mizuno Katsutomo (水野 勝知, 21 mars 1838-22 avril 1919), est un daimyo né à la toute fin de l'époque d'Edo qui porte le titre de cour Hyūga no kami (日向守). Né 8e fils de Niwa Nagatomi, daimyo du domaine de Nihonmatsu (province de Mutsu, 100 000 koku de revenus), il est adopté par Mizuno Katsutō, daimyo à la 14e génération du domaine de Yūki dans la province de Shimōsa (18 000 koku de revenus). Il devient chef de la famille en 1862. Katsutomo est connu pour son opposition au nouveau gouvernement de Meiji durant la guerre de Boshin (1868-1869). Engagé dans la bataille du château d'Utsunomiya, il perd néanmoins la guerre avec les forces du Nord et est contraint de se retirer et d'abandonner 1 000 koku de son revenu.
Son fils Mizuno Katsuhiro lui succède tandis que Katsutomo est fait vicomte dans le cadre du nouveau système de noblesse du Japon mis en place au cours de l'ère Meiji.

## Source de la traduction
- (en) Cet article est partiellement ou en totalité issu de l’article de Wikipédia en anglais intitulé « Mizuno Katsutomo » (voir la liste des auteurs).